# 桂格法姆斯歷史區
桂格法姆斯（英語：Quaker Farms）是位於美國康乃狄克州新哈芬縣的一個村落。該地的面積和人口皆未知。

## 地理
桂格法姆斯的座標為41°25′34″N 73°09′24″W / 41.42611°N 73.15667°W，而該地的平均海拔高度為113米（即367英尺）。